# Pane sciocco
Con pane sciocco si intende una tipologia di pane nella produzione del quale è totalmente assente il sale. La diffusione di questo tipo di pane interessa alcune regioni dell'Italia centrale, in particolare Toscana, Umbria, Marche, nel teramano e nel viterbese e la parte della Romagna che fino al 1923 fece parte della Provincia di Firenze, la cosiddetta Romagna Toscana.
La varietà prodotta in Toscana è riconosciuta come Pane Toscano DOP.

## Caratteristiche
Ha crosta friabile e croccante che si riconosce per il colore nocciola scuro opaco. Al palato sapore sciapo e leggermente acidulo.